# Vlag van Møre og Romsdal

Vlag van Møre og Romsdal

De vlag van Møre og Romsdal is op 15 maart 1978 officieel ingesteld als de provincievlag van de Noorse provincie Møre og Romsdal. De vlag toont drie gele schepen van voren gezien in een blauw veld. Drie schepen staat voor drie delen van de gemeente: Sunnmøre, Romsdall en Nordmøre.
De vlag toont hetzelfde beeld als het gemeentewapen.

## Verwante afbeeldingen

Wapen van Møre og Romsdal